# سنان توزجو
سینان توزجو (ترکی استانبولی: Sinan Tuzcu؛ زادهٔ ۱۰ ژوئیهٔ ۱۹۷۷) هنرپیشه اهل ترکیه است.
از فیلم‌هایی که او در آن حضور داشته می‌توان به عشق و جزا، تنفس و شبکه ۲٫۰ اشاره کرد.